# Monte Castro
Monte Castro è un quartiere (barrio) occidentale di Buenos Aires capitale argentina, appartenente al 10º comune (distretto). I suoi confini sono: Av. Alvarez Jonte , Av. Lope de Vega, San Juan Agustín García, Joaquín V. González S., S. Baigorri, Irigoyen e S. Si trova in una delle zone più alte della città.
Il suo nome deriva da un vecchio proprietario di queste terre, don Pedro Fernández de Castro, che ha acquistato questi terreni nel 1703. Muore pochi giorni dopo, e sua figlia Ana ha ereditato questi campi.

## Sport
La principale società sportiva presente nel quartiere è il Club Atlético All Boys, che disputa le sue partite interne presso lo stadio Islas Malvinas, situato anch'esso a Monte Castro. Originariamente il club sorse nel limitrofo barrio di Floresta, salvo poi trasferirsi nella sede attuale nel 1924.